# Flash – A Villám
A Flash – A Villám (eredeti cím: The Flash) Greg Berlanti, Andrew Kreisberg és Geoff Johns által készített amerikai televíziós filmsorozat, amit a The CW csatorna sugárzott 2014 és 2023 között. Műfaját tekintve akciófilm-sorozat, kalandfilmsorozat, és sci-fi filmsorozat. A sorozat a Zöld íjász mellékszálaként indult el. A történet a DC Comics egy kitalált szuperhőséről, Barry Allenről, a Flashről szól, aki emberfeletti gyorsasággal képes futni. Barry Allen – akit Grant Gustin alakít – a civil életben egy bűnügyi helyszínelő, egy baleset folytán szuperképességre tesz szert, és ezt a bűnözés felszámolására használja, különösképp azok ellen, akik ugyanazon baleset folytán szerezték képességüket.
Eleinte csak egy kis szerepet szántak volna a karakternek, de a pozitív visszajelzések miatt berendelték a külön sorozatot, hogy bemutassák Barry világát. Colleen Atwood tervezte meg Flash ruháját, a képregények alapján. A kreatív csapat biztosra akart menni, hogy teljes mértékben hasonlítson a sorozatbeli karakter a képregénybeli hasonmására. A cselekményeket főleg Vancouverben, Kanadában veszik fel.
A Flash – A Villámot az Egyesült Államokban 2014. október 7-én mutatták be. Az első része a The CW csatorna második legnézettebb bemutatója volt a Vámpírnaplók 2009-es indulása óta. A sorozatot a kritikusok is jól fogadták, és azóta megnyerte a 
People’s Choice Awardson a legjobb új televíziós drámának járó díjat 2014-ben. 2015. január 11-én, a The CW bejelentette, hogy a nyáron elkezdik forgatni a 2. évadot is, ami 2015. október 6-án kezdődött. Azóta indult egy harmadik sorozat is, A holnap legendái néven, ahol a Flash és a Zöld íjász karakterei szerepelnek, a sorozatot 2016. január 21-én mutatták be. 2018. április 2-án a CW bejelentette, hogy a sorozatot megújítják az ötödik évadra is.

## Alaptörténet
Miután átélte édesanyjának (Michelle Harrison) halálát és édesapjának (John Wesley Shipp) igazságtalan elítélését, Barry Allent (Grant Gustin), Joe West nyomozó (Jesse L. Martin) és lánya Iris (Candice Patton) fogadta örökbe. Allenből egy kiváló de elég ügyetlen bűnügyi nyomozó lett a Central City Rendőrségen. A tragikus múltja miatti megszállottsága okán a társai kiközösítették. Megoldatlan ügyeken, paranormális jelenségeken, és különböző tudományos felfedezéseken dolgozott, hogy kiderítse, ki az anyja gyilkosa. Senki sem akart hinni Barrynek, miszerint egy gömb alakú villám egy emberi arccal, szállta meg a házukat azon az éjszakán. Mindenáron be akarta bizonyítani igazát, hogy tisztázhassa apját. 14 évvel édesanyjának halálát követően, egy fejlett részecskegyorsító üzemzavarát követően – mikor éppen be akarták mutatni a központot – az egész belvárost elárasztotta egy ismeretlen anyagú sugárzás, egy komoly vihar közben. Barry épp a laborjában volt, mikor belécsapott a villám. 9 hónapos kóma után kelt fel és vette észre, hogy emberfeletti gyorsasággal rendelkezik. Dr. Harrison Wells (Tom Cavanagh), a kegyvesztett tervezője a részecskegyorsítónak, Allen sajátos képességét „metahumánnak” nevezte. Barry hamar felfedezte, hogy nem Ő az egyetlen aki azon az estén képességekre tett szert a sugárzás által. Megfogadta, hogy az adottsága által megvédi városát, Central Cityt a bűnözőktől és leszámol az erőszakkal. Néhány barátjával alkot egy csapatot a S.T.A.R. Labsben, akik együtt dolgoznak, és védik Barry titkát.

## Szereplők

### Főszereplők, a Flash csapat (STAR Labor) tagjai és az évadok főgonoszai
| Szerep                               | Színész                               | Magyar hang          | Évadok | Évadok | Évadok | Évadok | Évadok | Évadok | Évadok | más sorozatok   |
| Szerep                               | Színész                               | Magyar hang          | 1      | 2      | 3      | 4      | 5      | 6      | 7      | más sorozatok   |
| ------------------------------------ | ------------------------------------- | -------------------- | ------ | ------ | ------ | ------ | ------ | ------ | ------ | --------------- |
| Barry Allen                          | Grant Gustin                          | Szabó Máté           |        |        |        |        |        |        |        | ZÍ, HL, S, V, R |
| Barry Allen időmaradványok a jövőből | Grant Gustin                          | Szabó Máté           |        |        |        |        |        |        |        | HL              |
| Barry Allen ( gyerek )               | Logan Williams                        | Pál Dániel Máté      |        |        |        |        |        |        |        |                 |
| Iris West-Allen                      | Candice Patton                        | Szilágyi Csenge      |        |        |        |        |        |        |        | ZÍ, HL, S       |
| Dr. Caitlin Snow                     | Danielle Panabaker                    | Ruttkay Laura(-3x10) |        |        |        |        |        |        |        | ZÍ, HL, S, R    |
| Dr. Caitlin Snow                     | Danielle Panabaker                    | Mezei Kitty(3x11-)   |        |        |        |        |        |        |        | ZÍ, HL, S, R    |
| Gyilkos Fagy ( Killer Frost )        | Danielle Panabaker                    |                      |        |        |        |        |        |        |        |                 |
| Cisco Ramon                          | Carlos Valdes                         | Czető Roland         |        |        |        |        |        |        |        | ZÍ, HL, S, V, R |
| Joe West                             | Jesse L. Martin                       | Schneider Zoltán     |        |        |        |        |        |        |        | S               |
| Eobard Thawne                        | Matt Letscher                         | Zámbori Soma         |        |        |        |        |        |        |        | HL              |
| Eobard Thawne Dr. Wells-ként         | Tom Cavanagh                          | Debreczeny Csaba     |        |        |        |        |        |        |        | ZÍ, HL, S       |
| A Harrison Wells-ek                  | Tom Cavanagh                          | Debreczeny Csaba     |        |        |        |        |        |        |        |                 |
| Dr. Harry Wells                      | Tom Cavanagh                          | Debreczeny Csaba     |        |        |        |        |        |        |        | ZÍ, HL, S       |
| H. R. Wells                          | Tom Cavanagh                          | Debreczeny Csaba     |        |        |        |        |        |        |        |                 |
| Sherloque Wells                      | Tom Cavanagh                          | Debreczeny Csaba     |        |        |        |        |        |        |        |                 |
| Nash Wells                           | Tom Cavanagh                          | Debreczeny Csaba     |        |        |        |        |        |        |        |                 |
| Dr. Martin Stein                     | Victor Garber                         | Kőszegi Ákos         |        |        |        |        |        |        |        | ZÍ, HL, S, V    |
| Ronnie Raymond                       | Robbie Amell                          | Márkus Sándor        |        |        |        |        |        |        |        |                 |
| Dr. Henry Allen                      | John Wesley Shipp                     | Rosta Sándor         |        |        |        |        |        |        |        | ZÍ              |
| Jay Garrick                          | John Wesley Shipp                     | Rosta Sándor         |        |        |        |        |        |        |        | HL              |
| Barry Allen                          | John Wesley Shipp                     | Rosta Sándor         |        |        |        |        |        |        |        | V, ZÍ           |
| Eddie Thawne                         | Rick Cosnett                          | Szatory Dávid        |        |        |        |        |        |        |        |                 |
| Cecille Horton                       | Danielle Nicolet                      | Törtei Tünde         |        |        |        |        |        |        |        | S               |
| Wally West                           | Keiynan Lonsdale                      | Vecsei Miklós        |        |        |        |        |        |        |        | HL, S           |
| Jesse "Quick" Wells                  | Violett Beane                         | Kókai Tünde          |        |        |        |        |        |        |        | HL              |
| Hunter Zolomon                       | Teddy Sears                           | Pavletits Béla       |        |        |        |        |        |        |        | HL              |
| Savitar (páncélzatban)               | Andre Tricoteux                       | Koncz István         |        |        |        |        |        |        |        |                 |
| Julian Albert                        | Tom Felton                            | Fehér Tibor          |        |        |        |        |        |        |        |                 |
| Ralph Dibny                          | Hartley Sawyer                        | Még nincs            |        |        |        |        |        |        |        |                 |
| Nora West-Allen                      | Jessica Parker Kennedy                | Még nincs            |        |        |        |        |        |        |        | S               |
| Clifford DeVoe                       | Neil Sandilands                       | Még nincs            |        |        |        |        |        |        |        |                 |
| Marlize DeVoe                        | Kim Engelbrecht                       | Még nincs            |        |        |        |        |        |        |        |                 |
| Orlin Dwyer                          | Chris Klein                           | Még nincs            |        |        |        |        |        |        |        |                 |
| Grace Gibbons                        | Islie Hirvonen (jelen)                | Még nincs            |        |        |        |        |        |        |        |                 |
| Grace Gibbons                        | Sarah Carter (jövő)                   | Még nincs            |        |        |        |        |        |        |        |                 |
| Gideon                               | Morena Baccarin (hang) CGI (hologram) | Balogh Anikó         |        |        |        |        |        |        |        | HL              |
| Allegra Garcia                       | Kayla Compton                         | Még nincs            |        |        |        |        |        |        |        |                 |
| Kamilla Hwang                        | Victoria Park                         | Még nincs            |        |        |        |        |        |        |        |                 |
| Chester P. Runk                      | Brandon McKnight                      | Még nincs            |        |        |        |        |        |        |        |                 |
| Ramsey Rosso                         | Sendhil Ramamurthy                    | Még nincs            |        |        |        |        |        |        |        |                 |
| Eva McCulloch                        | Efrat Dor                             | Még nincs            |        |        |        |        |        |        |        |                 |

Megjegyzések
1. ↑  Flash
2. ↑  Gustin a karakter Föld-2-es verzióját is eljátszotta.
3. ↑  A karaktert a 2. évadban egy fotón láttuk először még a Flash indulása előtt.
4. ↑  Scott Whyte szinkronizálta, az 1. évadban csak az X-Föld hasonmásként, a 2.-ban már önmagaként.
5. ↑  Savitar
6. ↑  Csak hangüzenet az igazi Barrytől.
7. ↑  Patton a karakter Föld-2-es, és egy alternatív valóságbeli verzióját is eljátszotta.
8. ↑  Gyilkos Fagy
9. ↑  Panabaker a karakter Föld-2-es verzióját is eljátszotta.
10. ↑  A karaktert a 2. évadban egy fotón láttuk először még a Flash indulása előtt.
11. ↑  Vibráló (Föld-1) / Rezonáló (Föld-2)
12. ↑  Valdes a karakter Föld-2-es, és egy alternatív valóságbeli verzióját is eljátszotta.
13. ↑  A karaktert a 2. évadban egy fotón láttuk először még a Flash indulása előtt.
14. ↑  Az X-Föld hasonmásaként is.
15. ↑  Martin a karakter Föld-2-es, és egy alternatív valóságbeli verzióját is eljátszotta.
16. ↑  Inverz-Flash a 22. századból
17. ↑  Főgonosz a 2. évadban
18. ↑  Dr. Harrison Wells / Inverz-Flash a 22. századból / Inverz-Flash 2049-ből
19. ↑  Az 1. évadban flashbackben a Föld-1-es, a 3.-4.-5. évadban pedig további 9 verzió.
20. ↑  Föld-2, tudós-üzletember
21. ↑  Föld-19, író-dobos
22. ↑  Föld-221, magánnyomozó
23. ↑  Tűzvihar (Föld-1) / Halálvihar (Föld-2, hang)
24. ↑  Garber a karakter Föld-2-es hangját, és egy alternatív valóságbeli verzióját is eljátszotta.
25. ↑  Főszereplő az első 3 évadban.
26. ↑  Tűzvihar (Föld-1) / Halálvihar (Föld-2)
27. ↑  Amell a karakter Föld-2-es verzióját is eljátszotta.
28. ↑  Flash-ként az 1990-es sorozatban Stohl András.
29. ↑  A karaktert a 2. évadban egy fotón láttuk először még a Flash indulása előtt.
30. ↑  Kiöregedett, félig visszavonult Flash a Fold-3-mon.
31. ↑  Egy képen a 2. évadban.
32. ↑  Flash, Föld-90 (az 1990-es Flash sorozat címszereplője)
33. ↑  Címszereplő
34. ↑  Kölyök Flash
35. ↑  Főszereplő a 3. évadban (az itteni 4. évaddal párhuzamosan).
36. ↑  Fürge Jesse
37. ↑  Cameo
38. ↑  "Jay Garrick" / Zoom
39. ↑  Sears a karakter Föld-1-es verzióját is eljátszotta.
40. ↑  "A Sebesség Istene"
41. ↑  Tricoteux csak testét adta, hangja Tobin Bell volt, aki Tom Feltont is szinkronizálta Alkímaként.
42. ↑  Koncz szinkronizálta Tom Feltont is amikor az Alkímaként szerepelt.
43. ↑  Alkíma
44. ↑  Elongated Man
45. ↑  XS
46. ↑  A karakter első megjelenése.
47. ↑  The Thinker
48. ↑  Cicada
49. ↑  Cicada II / She-cada
50. ↑  Mesterséges Intelligencia a 22. századból (2166 előttről)
51. ↑  2166-os, más hangú verziója főszereplő. Pár kivételes alkalommal a hangot adó színésznő is feltűnik. A 3. évad egyik epizódjában az X-Földön lévő, szintén másik hangú verziója is megjelenik.

A többek által eljátszott főszereplők egyszerűsítve (kivéve Tom Cavanagh és John Wesley Shipp karakterei):
| Színész                              | Szerep                                                        | Magyar hang                 | Évad |
| ------------------------------------ | ------------------------------------------------------------- | --------------------------- | ---- |
| Teddy Sears (Hunter Zolomon)         | Hunter Zolomon / Zoom (Föld 2) (Álnéven: Jay Garrick / Flash) | Pavletits Béla              | 2    |
| Ryan Hardley (Zoom)                  | Hunter Zolomon / Zoom (Föld 2) (Álnéven: Jay Garrick / Flash) | Pavletits Béla              | 2    |
| Tony Todd (Zoom hangja)              | Hunter Zolomon / Zoom (Föld 2) (Álnéven: Jay Garrick / Flash) | Pavletits Béla              | 2    |
| Tom Felton (Julian Albert / Alkímia) | Julian Albert / Alkímia                                       | Fehér Tibor (Julian Albert) | 3    |
| Tobin Bell (Alkímia hangja)          | Julian Albert / Alkímia                                       | Koncz István (Alkímia)      | 3    |
| Grant Gustin (Barry Allen)           | Barry Allen / Savitar (időmaradvány)                          | Szabó Máté (Barry Allen)    | 3    |
| Andre Tricoteux (Savitar)            | Barry Allen / Savitar (időmaradvány)                          | Koncz István (Savitar)      | 3    |
| Tobin Bell (Savitar hangja)          | Barry Allen / Savitar (időmaradvány)                          | Koncz István (Savitar)      | 3    |

### Visszatérők az 1990-es Villám sorozatból
John Wesley Shipp karaktereit lásd a másik táblázatban.
| Színész          | Szerep (1990-1) | Szerep (2014-)      | Magyar hang (2014-) | Évadok | Évadok | Évadok | Évadok | Évadok | Évadok | más sorozatok |
| Színész          | Szerep (1990-1) | Szerep (2014-)      | Magyar hang (2014-) | 1      | 2      | 3      | 4      | 5      | 6      | más sorozatok |
| ---------------- | --------------- | ------------------- | ------------------- | ------ | ------ | ------ | ------ | ------ | ------ | ------------- |
| Mark Hamill      | James Jesse     | id. James Jesse     | Gyabronka József    |        |        |        |        |        |        |               |
| Vito D'Ambrosio  | Tony Bellows    | Anthony Bellows     | ?                   |        |        |        |        |        |        |               |
| Amanda Pays      | Dr. Tina McGee  | Dr. Christina McGee | Kovács Nóra         |        |        |        |        |        |        |               |
| Alex Désert      | Julio Mendez    | Julio Mendez        | Szakács Tibor       |        |        |        |        |        |        |               |
| Corinne Bohrer   | Zoey Clark      | Zoey Clark          | még nincs           |        |        |        |        |        |        |               |
| Michael Champion | Leonard Wynters | Leonard Wynters     | néma szerep         |        |        |        |        |        |        | V             |

Megjegyzések
1. ↑  Föld-90
2. ↑  Mágus
3. ↑  Mágus
4. ↑  Prank
5. ↑  Prank
6. ↑  Fagy Kapitány (Föld-90)
7. ↑  Ugyanaz a verzió.

### Mellékszereplők
| Színész                            | Szerep                                | Magyar hang            | Évad |
| ---------------------------------- | ------------------------------------- | ---------------------- | ---- |
| Patrick Sabongui                   | David Singh                           | Rajkai Zoltán          | 1-5  |
| Shantel VanSanten                  | Patty Spivot                          | Balsai Móni            | 2    |
| Andy Mientus                       | Hartley Rathaway / Furulyás           | Molnár Áron            | 1-2  |
| Anthony Carrigan                   | Kyle Nimbus / A Köd                   | ?                      | 1    |
| Bre Blair                          | Tess Morgan                           | ?                      | 1    |
| Britne Oldford                     | Shawna Baez / Peek-a-Boo              | ?                      | 1, 4 |
| Clancy Brown                       | Wade Eiling                           | Vass Gábor             | 1    |
| Devon Graye                        | Axel Walker / A Mágus                 | Hamvas Dániel          | 1, 4 |
| Doug Jones                         | Jake Simmons / Halálsugár             | Fekete Zoltán          | 1    |
| Emily Kinney                       | Brie Larvan / Bug-Eyed Bandit         | Mezei Kitty            | 1    |
| Greg Finley                        | Tony Woodward / Gerenda               | Tzafetás Roland        | 1-2  |
| Jerry Trimble Jr.                  | Marcus Stockheimer                    | Németh Gábor           | 1    |
| Kelly Frye                         | Bette Sans Souci / Plasztik           | ?                      | 1    |
| Liam McIntyre                      | Mark Mardon / Időjárás Mágus          | Horváth Illés          | 1-2  |
| Malese Jow                         | Linda Park                            | Gyöngy Zsuzsa          | 1-2  |
| Michael Reventar                   | Farooq Gibran / Áramszünet            | ?                      | 1    |
| Michelle Harrison                  | Nora Allen                            | Németh Kriszta         | 1-3  |
| Nicholas Gonzalez                  | Dante Ramon                           | Gesztesi Máté          | 1, 3 |
| Peyton List                        | Lisa Snart / Arany Sikló              | Tarr Judit             | 1-2  |
| Paul Anthony                       | Roy G. Bivolo / Szivárványtámadó      | ?                      | 1    |
| Robert Knepper                     | William Tockman / Órakirály           | Bardóczy Attila        | 1    |
| Simon Burnett David Sobolov (hang) | Grodd                                 | Törköly Levente        | 1    |
| Tom Butler                         | Eric Larkin                           | Várkonyi András        | 1-2  |
| William Sadler                     | Simon Stagg                           | Szersén Gyula          | 1    |
| Aaron Douglas                      | Russell Glosson / Teknős              | Koncz István           | 2    |
| Adam Stafford                      | Adam Fells / Geomágus                 | ?                      | 2    |
| Allison Paige                      | Eliza Harmon / Röppálya               | Kardos Eszter          | 2    |
| Demore Barnes                      | Dr. Henry Hewitt / Tokamak            | Dolmány Attila         | 2    |
| Haig Sutherland                    | Griffin Grey                          | Karácsonyi Zoltán      | 2    |
| Kett Turton                        | Eddie Slick                           | ?                      | 2    |
| Marco Grazzini                     | Joey Monteleone / Kátrány             | Bán Bálint             | 2    |
| Michael Ironside                   | Lewis Snart                           | Papp János             | 2    |
| Neal McDonough                     | Damien Darhk                          | Czvetkó Sándor         | 2    |
| Tone Bell                          | Scott Evans                           | Markovics Tamás        | 2    |
| Vanessa Williams                   | Francine West                         | Détár Enikő            | 2-3  |
| Anne Dudek                         | Tracy Brand                           | Huszárik Kata          | 3    |
| Ashley Rickards                    | Rosalind Dillon / Pörgettyű           | Pálmai Anna            | 3    |
| Blair Penner                       | Acolyte Craig                         | Vilmányi Benett        | 3    |
| Caitlin Stryker                    | Laura Stone                           | Szabó Emília           | 3    |
| Chantal Bui Viet                   | Danielle                              | László Lili            | 3    |
| David Dastmalchian                 | Abra Kadabra (64. század)             | Viczián Ottó           | 3    |
| Donnelly Rhodes                    | Smith ügynök                          | ?                      | 3    |
| Greg Grunberg                      | Tom Patterson                         | Kerekes József         | 3    |
| Grey Damon                         | Sam Scudder / Tükörmester             | Rada Bálint            | 3    |
| Gui Fontanezzi                     | Fegyverkereskedő                      | Juhász Zoltán          | 3    |
| Jerry Wasserman                    | Egyesült Államok elnöke               | ?                      | 3    |
| John Barrowman                     | Szelő Moran                           |                        | 3    |
| Joey King                          | Frankie Kane / Magenta                | Vadász Bea             | 3    |
| Matthew Kevin Anderson             | Clive Yorkin                          | Markovics Tamás        | 3    |
| Paul Jarrett                       | Matthew McNally tábornok              | Dézsy Szabó Gábor      | 3    |
| Riley Jade Berglund                | Joanie Horton                         | Csifó Dorina           | 3-4  |
| Stephen Huszar                     | Jared Morillo / Fosztogató            | ?                      | 3    |
| Susan Walters                      | Carla Tannhauser                      | Vándor Éva             | 3, 5 |
| Todd Lasance                       | Edward Clariss / Rivális              | Nagy Dániel Viktor     | 3    |
| Multiverzum                        |                                       |                        |      |
| Adam Copeland                      | Al Rothstein / Atomcsapás (Föld 2)    | Sótonyi Gábor          | 2    |
| David Hayter                       | Cápakirály (Föld 2)                   | ?                      | 2-3  |
| Demore Barnes                      | Dr. Henry Hewitt (Föld 2)             | Dolmány Attila         | 2    |
| Kett Turton                        | Eddie Slick / Homokdémon (Föld 2)     | ?                      | 2    |
| Malese Jow                         | Linda Park / Dr. Fény (Föld 2)        | Gyöngy Zsuzsa          | 2    |
| Michael Rowe                       | Floyd Lawton (Föld 2)                 | Horváth-Töreki Gergely | 2    |
| Nicholas Gonzalez                  | Dante Ramon / Repesztő (Föld 2)       | Gesztesi Máté          | 2    |
| Keith David (hang)                 | Solovar (Föld 2)                      | Petridisz Hrisztosz    | 3    |
| Katie Cassidy                      | Laurel Lance / Fekete Szírén (Föld 2) | Bognár Anna            | 2    |
| Katie Cassidy                      | Laurel Lance / Szírén-X (X-Föld)      |                        | 4    |
| Jessica Camacho                    | Zsitán (Föld 19)                      | Kurta Niké             | 3-4  |
| Michelle Harrison                  | Joan Williams Garrick (Föld 3)        | Németh Kriszta         | 6    |

### Vendégszereplők a többi sorozatból
| Színész               | Szerep                                                    | Magyar hang               | Évad   | Sorozat                   |
| --------------------- | --------------------------------------------------------- | ------------------------- | ------ | ------------------------- |
| Dominic Purcell       | Mick Rory / Hőhullám                                      | Pál András (1. évad)      | 1-3    | A holnap legendái         |
| Dominic Purcell       | Mick Rory / Hőhullám                                      | László Zsolt (2. évadtól) | 1-3    | A holnap legendái         |
| Wentworth Miller      | Leonard Snart / Fagykapitány                              | Hevér Gábor               | 1-3    | A holnap legendái         |
| Ciara Renée           | Kendra Saunders / Sólyomlány                              | Bogdányi Titanilla        | 1-2    | A holnap legendái         |
| Falk Hentschel        | Carter Hall / Sólyomember                                 | Posta Victor              | 2      | A holnap legendái         |
| Caity Lotz            | Sara Lance / Fehér Kanári                                 | Nemes Takách Kata         | 3-4    | A holnap legendái         |
| Brandon Routh         | Ray Palmer / Az Atom                                      | Pál Tamás                 | 1, 3   | A holnap legendái         |
| Franz Drameh          | Jefferson "Jax" Jackson / Tűzvihar                        | Sándor Péter              | 2-4    | A holnap legendái         |
| Isabella Hofmann      | Clarissa Stein                                            | Incze Ildikó              | 1-2    | A holnap legendái         |
| Christina Brucato     | Lily Stein                                                | Létay Dóra                | 3      | A holnap legendái         |
| Stephen Amell         | Oliver Queen / Black Arrow (X-Föld)                       | Bozsó Péter               | 4      | Freedom Fighters: The Ray |
| Stephen Amell         | Oliver Queen / Zöld Íjász                                 | Bozsó Péter               | 1-6, 9 | A zöld íjász              |
| David Ramsey          | John Diggle / Spártai                                     | Galambos Péter (1. évad)  | 1-9    | A zöld íjász              |
| David Ramsey          | John Diggle / Spártai                                     | Epres Attila (2. évadtól) | 1-9    | A zöld íjász              |
| Emily Bett Rickards   | Felicity Smoak / Őrszem                                   | Solecki Janka             | 1-4    | A zöld íjász              |
| Katie Cassidy         | Laurel Lance / Fekete Kanári                              | Bognár Anna               | 1      | A zöld íjász              |
| Audrey Marie Anderson | Lyla Michaels                                             | Román Judit               | 2-3, 6 | A zöld íjász              |
| Willa Holland         | Thea Queen / Spuri                                        | Haffner Anikó             | 2-3    | A zöld íjász              |
| John Barrowman        | Malcolm Merlyn / Sötét Íjász                              | Lux Ádám                  | 2      | A zöld íjász              |
| Katherine McNamara    | Mia Smoak / Green Arrow                                   |                           | 6, 9   | A zöld íjász              |
| Paul Blackthorne      | Quentin Lance                                             | Galbenisz Tomasz          | 1      | A zöld íjász              |
| Paul Blackthorne      | Quentin Lance (X-Föld)                                    | Galbenisz Tomasz          | 4      |                           |
| Melissa Benoist       | Kara / Overgirl (X-Föld)                                  | Gáspár Kata               | 4      | Freedom Fighters: The Ray |
| Melissa Benoist       | Kara Danvers / Supergirl (Föld 38)                        | Gáspár Kata               | 3-6    | Supergirl                 |
| Chyler Leigh          | Alex Danvers (Föld 38)                                    |                           | 4      | Supergirl                 |
| Chris Wood            | Mon-El (Föld 38)                                          | Dér Zsolt                 | 3      | Supergirl                 |
| David Harewood        | Hank Henshaw / J'onn J'onzz / / Marsbéli Vadász (Föld 38) | Háda János                | 3, 6   | Supergirl                 |
| Andrea Brooks         | Eve Teschmacher (Föld 38)                                 | Csépai Eszter             | 3      | Supergirl                 |
| Tyler Hoechlin        | Clark Kent / Superman (Föld 38)                           | ?                         | 5      | Superman és Lois          |
| Elizabeth Tulloch     | Lois Lane (Föld 38)                                       | ?                         | 5      | Superman és Lois          |
| Matt Ryan             | John Constantine                                          |                           | 6      | Constantine               |
| Ruby Rose             | Kate Kane / Batwoman                                      |                           | 6      | Batwoman                  |
| Cress Williams        | Fekete Villám                                             |                           | 6      | Fekete Villám             |
| Tom Ellis             | Lucifer Morningstar (Föld 666)                            |                           | 6      | Lucifer az Újvilágban     |
| Darren Criss          | A nagy Karmester (Föld 38)                                | Rada Bálint               | 3      |                           |
| Casper Crump          | Vandal Savage                                             | Bolla Róbert              | 2      |                           |
| Jeremy Jordan         | Grady                                                     | Molnár Áron               | 3      |                           |
| Jeremy Jordan         | Winn Schott (X-Föld)                                      |                           | 4      |                           |
| Wentworth Miller      | Leonard Snart (X-Föld) / Citizen Cold                     |                           | 4      |                           |
| Jeremy Davies         | Dr. John Deegan                                           | ?                         | 5      |                           |
| LaMonica Garrett      | Mar Novu / The Monitor                                    | ?                         | 5      |                           |

## Szereplők
- Barry Allen / Flash: Egy törvényszéki nyomozó asszisztens a Central City Rendőrségen. Pillanatokkal a S.T.A.R. Labs-ben történt robbanás után, Barrybe belecsapott egy villám a laborjában, és ráömlöttek a sugárzásban fertőzött vegyszerek. 9 hónapos kóma után már emberfeletti gyorsasága volt. 2013 szeptemberében, Grant Gustin választották a címszereplő karakter eljátszására. Andy Mientust is meghallgatták a szereplőválogatáson, végül nem Ő kapta meg, viszont Hartley Rathaway szerepét Ő játssza. Gustin a válogatás után, az összes Flashről szóló képregényt elolvasta, és minden róla szóló cikket, filmet, sorozatot, könyvet elolvasott, megnézett. Leginkább a 'The New 52' részekre koncentrált, mivel túl hosszú lett volna mindent elolvasnia róla és leginkább a 'The New 52' áll a leginkább közel hozzá a sorozathoz. Gustin játssza Barry Allent a Föld-2-n is, ahol viszont nincs szuperképessége.

- Iris West Ő West nyomozó lánya, Barry Allen legjobb barátja és plátói szerelme. A Central City Hírlapnál dolgozik újságíróként. Patton játssza a Föld-2 verzióját a karakterének, Iris West-Allent, aki a Central City Rendőrség nyomozója.

- Caitlin Snow A DC Comics karakteréről, Killer Frost civil énjéről mintázták. Egy rendkívül okos biomérnök szakértő, Caitlin azt hitte, hogy vőlegénye, Ronnie Raymond a S.T.A.R. Labsben történt robbanásban halt meg, egészen addig amíg fel nem tűnt az első szezon későbbi részében. Ronnie és Caitlin összeházasodtak az első szezon végén. Panabaker játssza a Föld-2-n élő Caitlin Snowt is aki ott egy szupergonosz metahumán (Killer Frost).

- Cisco Ramon Egy gépészmérnök zseni, és a legfiatalabb tagja a csapatnak S.T.A.R. Labsben. Valdes játssza a Föld-2 mását a karakterének, Cisco Ramon/Rezonáló.

- Dr. Harrison Wells/Inverse Wells Ő az elme és a pénz a Central City S.T.A.R. Laboratórium Részecske Gyorsítójának, aki kerekesszékbe kényszerül a robbanás után. Barry Allen mentora, aki segít neki kordában tartani a képességét, de titkot tart Barry elől, ami ráadásul vele kapcsolatos. Wellsről végül kiderül, hogy Ő a Reverse-Flash, viszont az Ő gyorsaságának szüksége van periodikus töltésekre. Később felfedi, hogy Ő valójában Eobard Thawn (Matt Letscher), egy távoli rokona Eddinek, a jövőből. Kreisberg megerősítette, hogy Cavanagh a második szezonra is visszatér, annak ellenére, hogy létezését az első szezon végén kitörölték. Tom a Föld-2-n élő Harrison Wells karakterét jeleníti meg.

- Eddie Thawn múltja rejtély és sötét titkot őriz. Joe West nyomozó társa és Iris West szerelme. Cosnett szerepe az első szezon végén ért véget mikor a karakterét megölte, hogy rokona (Eobard Thawn) létezését a jövőből, kitörölje.
- Joe West: Central City rendőrségének egyik nyomozója és Barry nevelőapja.
- David Singh: Central City rendőrfőkapitánya.

## Epizódok
| Évad | Évad | Részek száma | Részek száma | Eredeti sugárzás   | Eredeti sugárzás | Eredeti adó | Magyar sugárzás   | Magyar sugárzás    | Magyar adó |
| Évad | Évad | Részek száma | Részek száma | Évadbemutató       | Évadzáró         | Eredeti adó | Évadbemutató      | Évadzáró           | Magyar adó |
| ---- | ---- | ------------ | ------------ | ------------------ | ---------------- | ----------- | ----------------- | ------------------ | ---------- |
|      | 1.   | 23           | 23           | 2014. október 7.   | 2015. május 19.  | The CW      | 2016. március 1.  | 2016. május 24.    | Viasat 3   |
|      | 2.   | 23           | 23           | 2015. október 6.   | 2016. május 24.  | The CW      | 2016. május 24.   | 2016. augusztus 9. | Viasat 3   |
|      | 3.   | 23           | 23           | 2016. október 4.   | 2017. május 23.  | The CW      | 2017. március 22. | 2017. június 28.   | Viasat 3   |
|      | 4.   | 23           | 23           | 2017. október 10.  | 2018. május 22.  | The CW      | n. a.             | n. a.              | n. a.      |
|      | 5.   | 22           | 22           | 2018. október 9.   | 2019. május 14.  | The CW      | n. a.             | n. a.              | n. a.      |
|      | 6.   | 19           | 19           | 2019. október 8.   | 2020. május 12.  | The CW      | n. a.             | n. a.              | n. a.      |
|      | 7.   | 18           | 18           | 2021. március 2.   | 2021. július 20. | The CW      | n. a.             | n. a.              | n. a.      |
|      | 8.   | 20           | 20           | 2021. november 16. | 2022. június 29. | The CW      | n. a.             | n. a.              | n. a.      |
|      | 9.   | 13           | 13           | 2023. február 8.   | 2023. május 24.  | The CW      | n. a.             | n. a.              | n. a.      |